# Codex Upsaliensis
O Codex Upsaliensis (literalmente Códice de Uppsala) é um manuscrito medieval islandês do século XIV, escrito em pergaminho.
Nas suas 50 folhas, este documento inclui  a versão mais antiga da Edda em prosa. 
Foi doado em 1669 por Magnus Gabriel De la Gardie à Biblioteca da Universidade de Uppsala, onde está depositado. Está catalogado como DG 11.

Ao contrário das outras versões da Edda em prosa, o manuscrito de Uppsala contem uma nota atribuindo a autoria do texto a Snorri Sturluson.